# 6月30日體育場
六月三十日體育場（30 June Stadium）是一座位於埃及開羅的綜合體育場，主要用於足球比賽，有時也用於田徑比賽。該體育場由埃及防空部隊建造。 該體育場是防空部隊體育村的主要場地。體育場可容納30,000名觀眾， 是埃及超級聯賽的比賽場地之一。它是埃及超級聯賽球隊金字塔足球俱樂部的主場。
2019年3月，官方宣布該體育場將承辦2019年非洲國家盃C組除一場外的所有比賽，以及A組和D組各一場比賽，還有16強賽、四分之一決賽和半決賽各一場比賽。

## 事故
2015年2月8日，在開羅兩支球隊扎馬雷克體育俱樂部和ENPPI的聯賽比賽期間，28名足球球迷在體育場門口與警方發生衝突而死亡。 大多數死者是在人群踩踏中被擠壓致死和窒息，這是因為警方使用催淚瓦斯驅散試圖強行進入體育場的球迷。 埃及的鐵桿球迷以在比賽中的暴力行為而臭名昭著，埃及已將一些球迷組織指定為恐怖組織。